# 烏稽侯尸逐鞮單于
烏稽侯尸逐鞮單于（?—128年），挛鞮氏，名拔，南匈奴第十二任單于，為湖斜尸逐侯鞮單于之子，萬氏尸逐侯鞮單于檀之弟，124年（东汉安帝延光三年）單于檀死後由他繼位。
他派遣温禺犊王呼尤徽与汉将耿夔屡出塞击鲜卑。同年秋，南匈奴为鲜卑大人其至鞬所败，渐将王被杀。126年（汉顺帝永建元年），以朔方以西障塞多坏，南匈奴屡遭鲜卑侵扰，上书汉朝，请修复障塞，汉顺帝于是帮助南匈奴建立防御工事，防备鲜卑。次年，派一万骑兵与汉军共击鲜卑，击败其至鞬，虏获甚多。再派兵与汉护乌桓校尉耿晔破辽东鲜卑，迫使鲜卑请降。128年，烏稽侯尸逐鞮單于去世，其弟去特若尸逐就單于即位。

## 文獻
- 《後漢書·南匈奴列傳》

| 前任： 兄萬氏尸逐侯鞮單于 | 南匈奴單于 124年─128年 | 繼任： 弟去特若尸逐就單于 |